# Sariego
Sariego (asturisch Sariegu) ist eine Gemeinde (concejo) in der Autonomen Region Asturien in Spanien. Der Hauptort und Sitz der Gemeindeverwaltung ist La Vega.

## Geographie

### Geologie
Die Region wurde im Trias und Jura geformt. Der Untergrund besteht überwiegend aus Sandstein und Kalkstein.

### Gewässer
- Der Rio Seco entspringt nahe dem Dorf Miares
- Cer Rio Nora entspringt nahe San Roman

## Lage
Die Gemeinde Sariego ist begrenzt von
| Nordwest: Gijón | Norden: Villaviciosa | Nordost: Cabranes |
| Westen: Siero   |                      | Osten: Nava       |
| Südwesten Siero | Süden: Bimenes       | Südost: Nava      |

## Geschichte
Es gibt Hinweise auf eine Besiedlung während der römischen Besetzung, doch konnte diese bis heute nicht mit Sicherheit nachgewiesen werden.
Erstmals erwähnt wurde Sariego im Jahre 996 in einer Urkunde im Erzbistum Oviedo, aus der eine Schenkung des Königs Bermudo II. und seiner Frau Elvira an das Kloster San Pelayo in Oviedo hervorgeht.
Anhaltende Besitzstreitigkeiten im 12. und 13. Jahrhundert veranlassten König Alfons IX. zum Eingreifen. Er bestellte die selbständige Gemeinde mit eigener Gerichtsbarkeit und beendete damit den Zwist.
Jovellanos, einer der Vordenker der Aufklärung, errichtete während seiner Verbannung nach Asturien eine Pilgerherberge nahe der Kirche Santa María de Narzana, was die Gemeinde zu einer wichtigen Station auf dem Camino de la Costa machte.
Im frühen 19. Jahrhundert war die Gemeinde  während des Spanischen Unabhängigkeitskrieges Durchzugsgebiet für die französische Armee. Die Guerillas brachten dabei den Invasionstruppen von den Berghängen aus immer wieder blutige Verluste bei. Während des Spanischen Bürgerkrieges wurde in der Gemeinde ein kleiner Feldflugplatz eingerichtet.

## Politik
| Historische Entwicklung des Gemeinderates von Sariego | Historische Entwicklung des Gemeinderates von Sariego | Historische Entwicklung des Gemeinderates von Sariego | Historische Entwicklung des Gemeinderates von Sariego | Historische Entwicklung des Gemeinderates von Sariego | Historische Entwicklung des Gemeinderates von Sariego | Historische Entwicklung des Gemeinderates von Sariego | Historische Entwicklung des Gemeinderates von Sariego | Historische Entwicklung des Gemeinderates von Sariego | Historische Entwicklung des Gemeinderates von Sariego | Historische Entwicklung des Gemeinderates von Sariego |
| ----------------------------------------------------- | ----------------------------------------------------- | ----------------------------------------------------- | ----------------------------------------------------- | ----------------------------------------------------- | ----------------------------------------------------- | ----------------------------------------------------- | ----------------------------------------------------- | ----------------------------------------------------- | ----------------------------------------------------- | ----------------------------------------------------- |
| Partei                                                | 1979                                                  | 1983                                                  | 1987                                                  | 1991                                                  | 1995                                                  | 1999                                                  | 2003                                                  | 2007                                                  | 2011                                                  | 2015                                                  |
| PROMUSA                                               |                                                       |                                                       | 7                                                     | 5                                                     | 6                                                     |                                                       |                                                       | 6                                                     | 6                                                     | 5                                                     |
| FAC                                                   |                                                       |                                                       |                                                       |                                                       |                                                       |                                                       |                                                       |                                                       | 2                                                     |                                                       |
| PSOE                                                  | 1                                                     | 1                                                     | 1                                                     | 1                                                     | 1                                                     |                                                       |                                                       | 1                                                     | 1                                                     | 2                                                     |
| PCE / IU-BA                                           |                                                       |                                                       |                                                       | 1                                                     |                                                       |                                                       |                                                       | 1                                                     |                                                       | 1                                                     |
| CD / AP / PP                                          |                                                       | 1                                                     | 1                                                     | 2                                                     | 2                                                     | 2                                                     | 1                                                     |                                                       |                                                       | 1                                                     |
| UCD / CDS                                             | 1                                                     |                                                       |                                                       |                                                       |                                                       |                                                       |                                                       |                                                       |                                                       |                                                       |
| URAS                                                  |                                                       |                                                       |                                                       |                                                       |                                                       | 7                                                     | 7                                                     |                                                       |                                                       |                                                       |
| SD                                                    |                                                       |                                                       |                                                       |                                                       |                                                       |                                                       | 1                                                     | 1                                                     |                                                       |                                                       |
| Parteilose                                            | 7                                                     | 7                                                     |                                                       |                                                       |                                                       |                                                       |                                                       |                                                       |                                                       |                                                       |
| Total                                                 | 9                                                     | 9                                                     | 9                                                     | 9                                                     | 9                                                     | 9                                                     | 9                                                     | 9                                                     | 9                                                     | 9                                                     |

## Wirtschaft
| | Beschäftigte | Anteil in Prozent |
| --- | ------------ | ----------------- |
| TOTAL | 412          | 100               |
| Ackerbau, Viehzucht und Fischerei                                                                              | 71           | 17,23             |
| Industrie | 75           | 18,20             |
| Bauwirtschaft                                                                                                  | 52           | 12,62             |
| Dienstleistungsbetriebe                                                                                        | 214          | 51,94             |
| * Daten aus dem Statistischen Amt für Wirtschaftliche Entwicklung in Asturien, Stand 2009. (PDF; 74 kB), SADEI |              |                   |

## Bevölkerungsentwicklung
Quelle: INE – grafische Aufarbeitung für Wikipedia

## Parroquias
| Name      | Asturisch | Einwohner | Koordinaten                 |
| --------- | --------- | --------- | --------------------------- |
| Narzana   |           | 397       | 43° 24′ 37″ N, 5° 35′ 17″ W |
| San Román |           | 210       | 43° 24′ 43″ N, 5° 30′ 30″ W |
| Santiago  |           | 713       | 43° 24′ 17″ N, 5° 32′ 58″ W |

## Sehenswürdigkeiten
- Pfarrkirche Santiago el Mayor aus dem 10. Jahrhundert
- Kirche Santa María de Narzana